# Het Strijkijzer
Het Strijkijzer (en holandésː La Plancha) es un rascacielos residencial y de oficinas en La Haya, Países Bajos. Tiene 42 pisos y mide 132 metros, lo que lo convierte en el quinto edificio más alto de la ciudad.
Tiene 300 estudios para estudiantes y 51 apartamentos de lujo. También hay amoblados para alquilar semanal o mensual. 
Desde 2011, hay una terraza panorámica en el piso 42, a la que se puede acceder desde la planta baja a través de un ascensor. Desde esta se ve el Mar del Norte.

## Construcción
La construcción de Het Strijkijzer comenzó en 2005. El terreno medía solo 30 por 35 m, en el borde de Rijswijkseplein, un importante cruce de infraestructura de La Haya, rodeado de vehículos pesados y tráfico de tranvía.
Los pisos inferiores estaban hechos de concreto vertido en el sitio y los pisos superiores estaban completamente construidos con concreto prefabricado. La construcción se completó en 2007.
Está inspirado en el edificio Flatiron en la ciudad de Nueva York. Su planta de tiene forma de L, con el ala ligeramente más larga apuntando hacia el norte, y el ala más corta apuntando hacia el este. La esquina entre ellas apunta hacia el suroeste, en dirección a la estación de ferrocarril Hollands Spoor. Las esquinas del triángulo son redondeadas, y cada una tiene su propio vestíbulo, un par de ascensores y una escalera. La entrada sur, al final del ala más larga, es para los residentes de los pisos de estudio. La entrada oeste, al final del ala más corta, es para los residentes de los apartamentos de lujo, y la tercera entrada es para los visitantes de la terraza panorámica; Los ascensores van directamente desde el vestíbulo hasta el piso 42.
Tanto en la base del edificio como en seis pisos más arriba, las dos alas están conectadas, creando un triángulo completo. En el pequeño lado noreste de estos seis pisos, se colocó una pantalla en 2011. Con una medida de 19x14 metros, esta pantalla LED presenta mensajes de Twitter, fotos de eventos locales, anuncios y, regularmente, la hora.

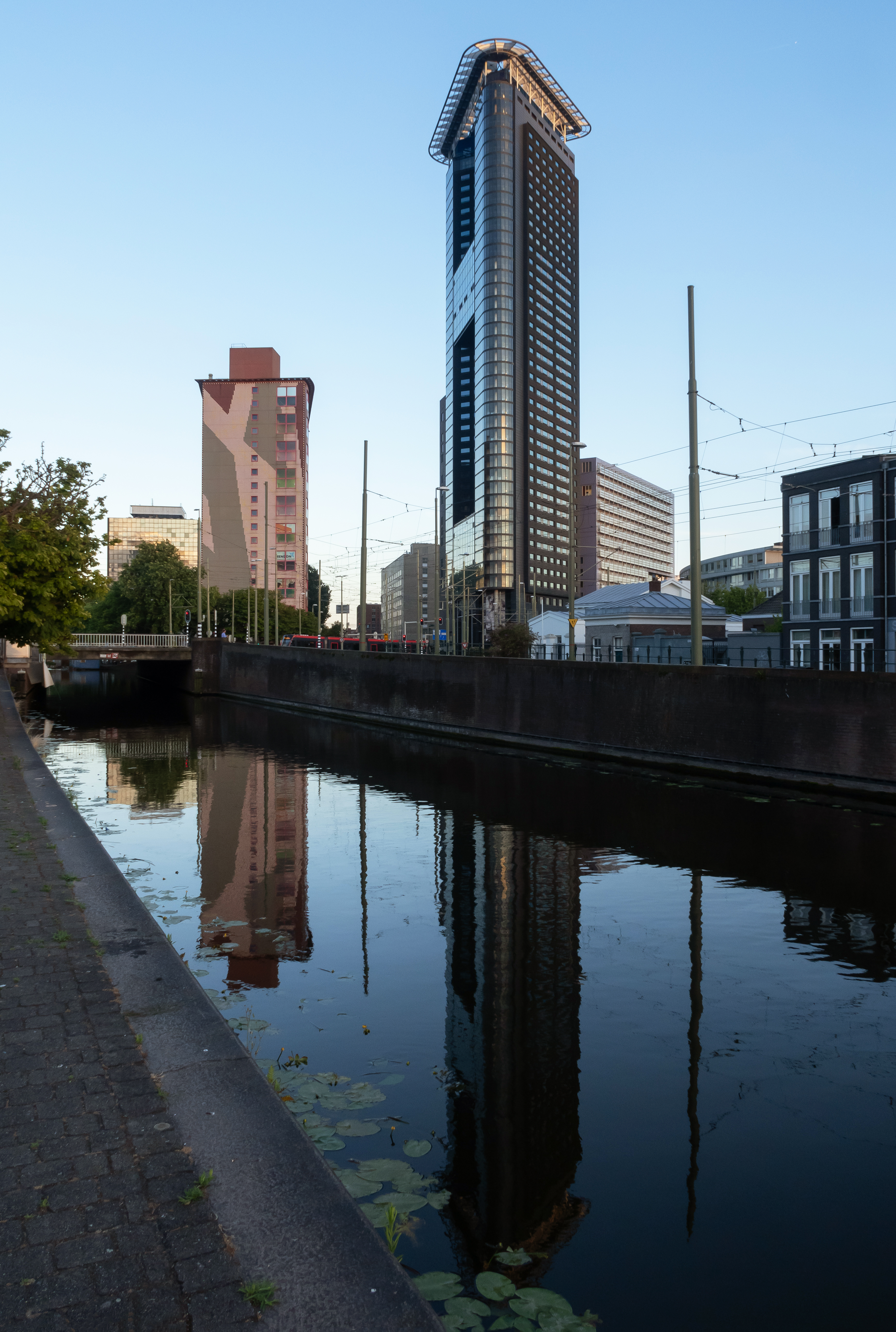
Het Strijkijzer (La Plancha) justo antes del atardecer